# Troisième circonscription de l'Oise
La troisième circonscription de l'Oise est l'une des sept circonscriptions législatives françaises que compte le département de l'Oise (60) situé en région Hauts-de-France.

## Description géographique et démographique
La troisième circonscription de l'Oise est délimitée par le découpage électoral de la loi no 86-1197 du 24 novembre 1986
, elle regroupe les divisions administratives suivantes :
- Canton de Creil
- Canton de Méru
- Canton de Montataire.

D'après le recensement général de la population en 1999, réalisé par l'Institut national de la statistique et des études économiques (INSEE), la population totale de cette circonscription est estimée à 111438 habitants,.

## Historique des députations
| Législature | Début de mandat | Fin de mandat  | Député            | Parti politique | Observations                                                                           |
| ----------- | --------------- | -------------- | ----------------- | --------------- | -------------------------------------------------------------------------------------- |
| IXe         | 23 juin 1988    | 1er avril 1993 | Jean Anciant      | PS              |                                                                                        |
| Xe          | 2 avril 1993    | 21 avril 1997  | Ernest Chénière,  | RPR,            | Mandat écourté à la suite d'une dissolution parlementaire décidée par Jacques Chirac.  |
| XIe         | 12 juin 1997    | 18 juin 2002   | Michel Françaix,  | PS,             |                                                                                        |
| XIIe        | 19 juin 2002    | 19 juin 2007   | Michel Françaix,  | PS,             |                                                                                        |
| XIIIe       | 20 juin 2007    | 19 juin 2012   | Michel Françaix   | PS              |                                                                                        |
| XIVe        | 20 juin 2012    | 20 juin 2017   | Michel Françaix   | PS              |                                                                                        |
| XVe         | 21 juin 2017    | 21 juin 2022   | Pascal Bois       | LREM            |                                                                                        |
| XVIe        | 22 juin 2022    | 9 juin 2024    | Alexandre Sabatou | RN              | Mandat écourté à la suite d'une dissolution parlementaire décidée par Emmanuel Macron. |

## Historique des élections

### Élections de 1988
| Candidat       | Candidat                   | Parti               | Premier tour | Premier tour | Second tour | Second tour |  |
| Candidat       | Candidat                   | Parti               | Voix         | %            | Voix        | %           |  |
| -------------- | -------------------------- | ------------------- | ------------ | ------------ | ----------- | ----------- |  |
|                | Jean Anciant sortant réélu | PS                  | 15 294       | 40,89        | 23 765      | 61,9        |  |
|                | Jean-Pierre Baudry         | Divers droite (URC) | 9 865        | 26,38        | 14 625      | 38,1        |  |
|                | Maurice Bambier            | PCF                 | 7 628        | 20,4         | Retrait     | Retrait     |  |
|                | Joseph Adamczewski         | FN                  | 4 614        | 12,34        |             |             |  |
|                |                            |                     |              |              |             |             |  |
| Inscrits       | Inscrits                   | Inscrits            | 60 523       | 100,00       | 60 511      | 100,00      |  |
| Abstentions    | Abstentions                | Abstentions         | 22 318       | 36,88        | 20 862      | 34,48       |  |
| Votants        | Votants                    | Votants             | 38 205       | 63,12        | 39 649      | 65,52       |  |
| Blancs et nuls | Blancs et nuls             | Blancs et nuls      | 804          | 2,1          | 1 259       | 3,18        |  |
| Exprimés       | Exprimés                   | Exprimés            | 37 401       | 97,9         | 38 390      | 96,82       |  |

La suppléante de Jean Anciant était Danièle Carlier, médecin à Cires-les-Mello.

### Élections de 1993
| Candidat       | Candidat               | Parti          | Premier tour | Premier tour | Second tour | Second tour |  |
| Candidat       | Candidat               | Parti          | Voix         | %            | Voix        | %           |  |
| -------------- | ---------------------- | -------------- | ------------ | ------------ | ----------- | ----------- |  |
|                | Ernest Chénière élu    | RPR (UPF)      | 12 690       | 30,36        | 18 064      | 60,48       |  |
|                | Michel Guiniot         | FN             | 8 332        | 19,93        | 11 803      | 39,52       |  |
|                | Jean Anciant sortant   | PS (ADFP)      | 6 900        | 16,51        |             |             |  |
|                | Maurice Bambier        | PCF            | 6 140        | 14,69        |             |             |  |
|                | Corinne Pascal-Thibout | Les Verts (EÉ) | 2 478        | 5,93         |             |             |  |
|                | Marie-Catherine Roidot | LT-LNÉ         | 1 511        | 3,61         |             |             |  |
|                | Roland Szpirko         | LO             | 969          | 2,32         |             |             |  |
|                | Gisèle Turco           | Divers droite  | 950          | 2,27         |             |             |  |
|                | Eric Froissart         | CNIP           | 592          | 1,42         |             |             |  |
|                | Monique Bouzin         | PT             | 515          | 1,23         |             |             |  |
|                | Jean-Luc Hamard        | Divers         | 317          | 0,76         |             |             |  |
|                | Henri Durand           | UDI            | 219          | 0,52         |             |             |  |
|                | Régine Gautier         | AP             | 190          | 0,45         |             |             |  |
|                |                        |                |              |              |             |             |  |
| Inscrits       | Inscrits               | Inscrits       | 63 777       | 100,00       | 63 777      | 100,00      |  |
| Abstentions    | Abstentions            | Abstentions    | 19 994       | 31,35        | 26 534      | 41,6        |  |
| Votants        | Votants                | Votants        | 43 783       | 68,65        | 37 243      | 58,4        |  |
| Blancs et nuls | Blancs et nuls         | Blancs et nuls | 1 980        | 4,52         | 7 376       | 19,81       |  |
| Exprimés       | Exprimés               | Exprimés       | 41 803       | 95,48        | 29 867      | 80,19       |  |

Le suppléant d'Ernest Chénière était Jacques Pinsson, maire de Villers-sous-Saint-Leu.

### Élections de 1997
| Candidat       | Candidat                | Parti          | Premier tour | Premier tour | Second tour | Second tour |  |
| Candidat       | Candidat                | Parti          | Voix         | %            | Voix        | %           |  |
| -------------- | ----------------------- | -------------- | ------------ | ------------ | ----------- | ----------- |  |
|                | Michel Françaix élu     | PS             | 10 587       | 25,47        | 20 882      | 46,92       |  |
|                | Michel Guiniot          | FN             | 10 541       | 25,36        | 10 679      | 24          |  |
|                | Ernest Chénière sortant | RPR            | 8 641        | 20,79        | 12 940      | 29,08       |  |
|                | Jean-Pierre Bosino      | PCF            | 5 614        | 13,5         |             |             |  |
|                | Corinne Pascal-Thibout  | Les Verts      | 1 702        | 4,09         |             |             |  |
|                | Roland Szpirko          | LO             | 1 348        | 3,24         |             |             |  |
|                | Annick Potelle-Drobecq  | LDI (CNIP)     | 1 002        | 2,41         |             |             |  |
|                | Daniel Bertaux          | MÉI            | 872          | 2,1          |             |             |  |
|                | Gérard Welker           | MDC            | 655          | 1,58         |             |             |  |
|                | Monique Bouzin          | PT             | 483          | 1,16         |             |             |  |
|                | Guy Guioubly            | MDR            | 128          | 0,31         |             |             |  |
|                |                         |                |              |              |             |             |  |
| Inscrits       | Inscrits                | Inscrits       | 63 984       | 100,00       | 63 983      | 100,00      |  |
| Abstentions    | Abstentions             | Abstentions    | 20 620       | 32,23        | 17 994      | 28,12       |  |
| Votants        | Votants                 | Votants        | 43 364       | 67,77        | 45 989      | 71,88       |  |
| Blancs et nuls | Blancs et nuls          | Blancs et nuls | 1 791        | 4,13         | 1 488       | 3,24        |  |
| Exprimés       | Exprimés                | Exprimés       | 41 573       | 95,87        | 44 501      | 96,76       |  |

Le suppléant de Michel Françaix était Jean-Claude Villemain, maire adjoint de Creil, agent France Télécom.

### Élections de 2002
| Candidat       | Candidat                      | Parti               | Premier tour | Premier tour | Second tour | Second tour |  |
| Candidat       | Candidat                      | Parti               | Voix         | %            | Voix        | %           |  |
| -------------- | ----------------------------- | ------------------- | ------------ | ------------ | ----------- | ----------- |  |
|                | Michel Françaix sortant réélu | PS (Les Verts, PRG) | 11 384       | 30,06        | 17 137      | 50,5        |  |
|                | Cécile Brémard                | UMP                 | 10 015       | 26,44        | 16 799      | 49,5        |  |
|                | Michel Guiniot                | FN                  | 7 682        | 20,28        |             |             |  |
|                | Alain Blanchard               | PCF                 | 3 114        | 8,22         |             |             |  |
|                | Marianne Picard               | Pôle républicain    | 1 105        | 2,92         |             |             |  |
|                | Fabrice Ribère                | Divers droite       | 1 073        | 2,83         |             |             |  |
|                | Florence Naillou              | MPF                 | 737          | 1,95         |             |             |  |
|                | Roland Szpirko                | LO                  | 674          | 1,78         |             |             |  |
|                | Monique Rey                   | LCR                 | 646          | 1,71         |             |             |  |
|                | Jean-Pierre Steinhofer        | MNR                 | 552          | 1,46         |             |             |  |
|                | Jean-Marie Mignot             | CPNT                | 428          | 1,13         |             |             |  |
|                | Hélène Mathé                  | PT                  | 284          | 0,75         |             |             |  |
|                | Georges Tourat                | CNIP                | 179          | 0,47         |             |             |  |
|                | Bakari Foul                   | UDF                 | 0            | 0            |             |             |  |
|                |                               |                     |              |              |             |             |  |
| Inscrits       | Inscrits                      | Inscrits            | 64 589       | 100,00       | 64 490      | 100,00      |  |
| Abstentions    | Abstentions                   | Abstentions         | 25 822       | 39,98        | 28 965      | 44,91       |  |
| Votants        | Votants                       | Votants             | 38 767       | 60,02        | 35 525      | 55,09       |  |
| Blancs et nuls | Blancs et nuls                | Blancs et nuls      | 894          | 2,31         | 1 589       | 4,47        |  |
| Exprimés       | Exprimés                      | Exprimés            | 37 873       | 97,69        | 33 936      | 95,53       |  |

Le suppléant de Michel Françaix était Jean-Claude Villemain.

### Élections de 2007
| Candidat       | Candidat                      | Parti          | Premier tour | Premier tour | Second tour | Second tour |  |
| Candidat       | Candidat                      | Parti          | Voix         | %            | Voix        | %           |  |
| -------------- | ----------------------------- | -------------- | ------------ | ------------ | ----------- | ----------- |  |
|                | Michel Françaix sortant réélu | PS             | 11 908       | 30,73        | 20 188      | 53,43       |  |
|                | Cécile Brémard                | UMP            | 10 850       | 28           | 17 596      | 46,57       |  |
|                | Alain Letellier               | Divers droite  | 5 061        | 13,06        |             |             |  |
|                | Jean-Pierre Bosino            | PCF            | 2 890        | 7,46         |             |             |  |
|                | Laurent Guiniot               | FN             | 2 534        | 6,54         |             |             |  |
|                | Brahim Belmhand               | UDF–MoDem      | 2 282        | 5,89         |             |             |  |
|                | Olivier Toupiol               | Les Verts      | 986          | 2,54         |             |             |  |
|                | Michaël Cufi                  | LCR            | 711          | 1,83         |             |             |  |
|                | Nadia Heremans                | MPF            | 405          | 1,05         |             |             |  |
|                | Roland Szpirko                | LO             | 363          | 0,94         |             |             |  |
|                | Paul Fraisse                  | diss. PCF      | 330          | 0,85         |             |             |  |
|                | Gilles Carpentier             | MNR            | 231          | 0,6          |             |             |  |
|                | Alain Lebreton                | PT             | 200          | 0,52         |             |             |  |
|                |                               |                |              |              |             |             |  |
| Inscrits       | Inscrits                      | Inscrits       | 69 820       | 100,00       | 69 812      | 100,00      |  |
| Abstentions    | Abstentions                   | Abstentions    | 30 375       | 43,5         | 30 977      | 44,37       |  |
| Votants        | Votants                       | Votants        | 39 445       | 56,5         | 38 835      | 55,63       |  |
| Blancs et nuls | Blancs et nuls                | Blancs et nuls | 694          | 1,76         | 1 051       | 2,71        |  |
| Exprimés       | Exprimés                      | Exprimés       | 38 751       | 98,24        | 37 784      | 97,29       |  |

### Élections de 2012
| Candidat       | Candidat                      | Parti           | Premier tour | Premier tour | Second tour | Second tour |  |
| Candidat       | Candidat                      | Parti           | Voix         | %            | Voix        | %           |  |
| -------------- | ----------------------------- | --------------- | ------------ | ------------ | ----------- | ----------- |  |
|                | Michel Françaix sortant réélu | PS              | 14 733       | 38,70        | 20 422      | 57,86       |  |
|                | Marie-Christine Salmona       | UMP             | 8 751        | 22,92        | 14 873      | 42,14       |  |
|                | Karim Ouchikh                 | RBM (SIEL) (FN) | 7 213        | 18,89        |             |             |  |
|                | Jean-Pierre Bosino            | FG (PCF)        | 3 776        | 9,89         |             |             |  |
|                | Isabelle Maupin               | EÉLV            | 1 117        | 2,93         |             |             |  |
|                | Éric Pinel                    | PDF             | 668          | 1,75         |             |             |  |
|                | Brahim Belmhand               | CpF (MoDem)     | 587          | 1,54         |             |             |  |
|                | Noureddine Nachite            | PRV             | 504          | 1,32         |             |             |  |
|                | Alain Bock                    | DLR             | 263          | 0,69         |             |             |  |
|                | Roland Szpirko                | LO              | 239          | 0,63         |             |             |  |
|                | Richard Heim                  | AÉI             | 184          | 0,48         |             |             |  |
|                | Alain Lebreton                | POI             | 100          | 0,26         |             |             |  |
|                |                               |                 |              |              |             |             |  |
| Inscrits       | Inscrits                      | Inscrits        | 71 330       | 100,00       | 71 318      | 100,00      |  |
| Abstentions    | Abstentions                   | Abstentions     | 32 544       | 45,62        | 34 694      | 48,65       |  |
| Votants        | Votants                       | Votants         | 38 786       | 54,38        | 36 624      | 51,35       |  |
| Blancs et nuls | Blancs et nuls                | Blancs et nuls  | 611          | 1,58         | 1 329       | 3,63        |  |
| Exprimés       | Exprimés                      | Exprimés        | 38 175       | 98,42        | 35 295      | 96,37       |  |

### Élections de 2017
Les élections législatives françaises de 2017 ont eu lieu les dimanches 11 et 18 juin 2017.
|                                                                         |                                                                            |                           |                           |                          |                          |
|                                                                         |                                                                            | Premier tour 11 juin 2017 | Premier tour 11 juin 2017 | Second tour 18 juin 2017 | Second tour 18 juin 2017 |
|                                                                         |                                                                            |                           |                           |                          |                          |
|                                                                         |                                                                            | Nombre                    | % des inscrits            | Nombre                   | % des inscrits           |
| Inscrits                                                                | Inscrits                                                                   | 73 888                    | 100,00                    | 73 889                   | 100,00                   |
| Abstentions                                                             | Abstentions                                                                | 42 672                    | 57,75                     | 46 419                   | 62,82                    |
| Votants                                                                 | Votants                                                                    | 31 216                    | 42,25                     | 27 470                   | 37,18                    |
|                                                                         |                                                                            |                           | % des votants             |                          | % des votants            |
| Bulletins blancs                                                        | Bulletins blancs                                                           | 531                       | 1,70                      | 2 012                    | 7,32                     |
| Bulletins nuls                                                          | Bulletins nuls                                                             | 192                       | 0,62                      | 665                      | 2,42                     |
| Suffrages exprimés                                                      | Suffrages exprimés                                                         | 30 493                    | 97,68                     | 24 793                   | 90,25                    |
|                                                                         |                                                                            |                           |                           |                          |                          |
| Candidat Étiquette politique (partis et alliances)                      | Candidat Étiquette politique (partis et alliances)                         | Voix                      | % des exprimés            | Voix                     | % des exprimés           |
|                                                                         |                                                                            |                           |                           |                          |                          |
|                                                                         | Pascal Bois La République en marche                                        | 8 658                     | 28,39                     | 14 300                   | 57,68                    |
|                                                                         | Philippe Murer Front national                                              | 6 584                     | 21,59                     | 10 493                   | 42,32                    |
|                                                                         | Frédérique Leblanc Les Républicains (Union des démocrates et indépendants) | 3 605                     | 11,82                     |                          |                          |
|                                                                         | Michel Françaix (député sortant) Divers gauche                             | 3 602                     | 11,81                     |                          |                          |
|                                                                         | Karine Monségu La France insoumise                                         | 3 029                     | 9,93                      |                          |                          |
|                                                                         | Karim Boukhachba Parti communiste français                                 | 1 257                     | 4,12                      |                          |                          |
|                                                                         | Johann Lucas Parti socialiste (Europe Écologie Les Verts)                  | 1 217                     | 3,99                      |                          |                          |
|                                                                         | Jean-Marc Gateau Debout la France                                          | 689                       | 2,26                      |                          |                          |
|                                                                         | Odette Chauve Écologiste (Mouvement 100 %)                                 | 422                       | 1,38                      |                          |                          |
|                                                                         | Caroline Alamachère Extrême droite (Parti de la France)                    | 325                       | 1,07                      |                          |                          |
|                                                                         | Roland Szpirko Lutte ouvrière                                              | 317                       | 1,04                      |                          |                          |
|                                                                         | Florian Mourat Divers (Union populaire républicaine)                       | 304                       | 1,00                      |                          |                          |
|                                                                         | Marie-José Maubert Écologiste                                              | 258                       | 0,85                      |                          |                          |
|                                                                         | Karim Guerda Divers                                                        | 183                       | 0,60                      |                          |                          |
|                                                                         | Mounia Tantan Écologiste (Mouvement 100 %)                                 | 43                        | 0,14                      |                          |                          |
| Source : Ministère de l'Intérieur - Troisième circonscription de l'Oise |                                                                            |                           |                           |                          |                          |

### Élections de 2022
|                                                    |                                                                                      |                           |                           |                          |                          |
|                                                    |                                                                                      | Premier tour 12 juin 2022 | Premier tour 12 juin 2022 | Second tour 19 juin 2022 | Second tour 19 juin 2022 |
|                                                    |                                                                                      |                           |                           |                          |                          |
|                                                    |                                                                                      | Nombre                    | % des inscrits            | Nombre                   | % des inscrits           |
| Inscrits                                           | Inscrits                                                                             | 73 818                    | 100                       | 73 841                   | 100                      |
| Abstentions                                        | Abstentions                                                                          | 43 189                    | 58,51                     | 43 564                   | 59,00                    |
| Votants                                            | Votants                                                                              | 30 629                    | 41,49                     | 30 277                   | 41,00                    |
|                                                    |                                                                                      |                           | % des votants             |                          | % des votants            |
| Bulletins blancs                                   | Bulletins blancs                                                                     | 463                       | 1,51                      | 2640                     | 8,72                     |
| Bulletins nuls                                     | Bulletins nuls                                                                       | 199                       | 0,65                      | 802                      | 2,65                     |
| Suffrages exprimés                                 | Suffrages exprimés                                                                   | 29 967                    | 97,84                     | 26 835                   | 88,63                    |
|                                                    |                                                                                      |                           |                           |                          |                          |
| Candidat Étiquette politique (partis et alliances) | Candidat Étiquette politique (partis et alliances)                                   | Voix                      | % des exprimés            | Voix                     | % des exprimés           |
|                                                    |                                                                                      |                           |                           |                          |                          |
|                                                    | Alexandre Sabatou Rassemblement national                                             | 9 031                     | 30,14                     | 14 066                   | 52,42                    |
|                                                    | Valérie Labatut Nouvelle Union populaire écologique et sociale (La France insoumise) | 7 885                     | 26,31                     | 12 769                   | 47,58                    |
|                                                    | Pascal Bois* Ensemble                                                                | 6 415                     | 21,41                     |                          |                          |
|                                                    | Christophe Dietrich Les Républicains                                                 | 3 184                     | 10,63                     |                          |                          |
|                                                    | Julie Roussel Reconquête                                                             | 1 100                     | 3,67                      |                          |                          |
|                                                    | Johann Lucas Divers gauche (ex-Parti socialiste)                                     | 891                       | 2,97                      |                          |                          |
|                                                    | Maxime Bouilly Geronimi Parti animaliste                                             | 708                       | 2,36                      |                          |                          |
|                                                    | Viridiana Grela Droite souverainiste                                                 | 405                       | 1,35                      |                          |                          |
|                                                    | Roland Szpirko Lutte ouvrière                                                        | 348                       | 1,16                      |                          |                          |
| * Député sortant                                   |                                                                                      |                           |                           |                          |                          |

### Élections de 2024
| Candidat                 | Candidat                 | Parti et coalition       | Nuance                   | Premier tour | Premier tour | Second tour | Second tour |
| Candidat                 | Candidat                 | Parti et coalition       | Nuance                   | Voix         | %            | Voix        | %           |
| ------------------------ | ------------------------ | ------------------------ | ------------------------ | ------------ | ------------ | ----------- | ----------- |
|                          | Alexandre Sabatou        | LAF (RN)                 | RN                       | 19 487       | 43,10        | 21 940      | 51,96       |
|                          | Amadou Ka                | LFI (NFP)                | UG                       | 14 149       | 31,29        | 20 281      | 48,04       |
|                          | Pascal Bois              | RE (ENS)                 | ENS                      | 8 556        | 18,92        |             |             |
|                          | Marie Ferreira           | VD - UDI                 | UDI                      | 1 931        | 4,27         |             |             |
|                          | Nadège Legris,           | REC                      | DIV                      | 573          | 1,27         |             |             |
|                          | Roland Szpirko           | LO                       | EXG                      | 522          | 1,15         |             |             |
|                          |                          |                          |                          |              |              |             |             |
| Suffrages exprimés       | Suffrages exprimés       | Suffrages exprimés       | Suffrages exprimés       | 45 218       | 97,34        | 42 221      | 90,89       |
| Votes blancs             | Votes blancs             | Votes blancs             | Votes blancs             | 902          | 1,94         | 3 241       | 6,98        |
| Votes nuls               | Votes nuls               | Votes nuls               | Votes nuls               | 332          | 0,71         | 990         | 2,13        |
| Total                    | Total                    | Total                    | Total                    | 46 452       | 100          | 46 452      | 100         |
| Abstention               | Abstention               | Abstention               | Abstention               | 28 043       | 37,64        | 28 060      | 37,66       |
| Inscrits / participation | Inscrits / participation | Inscrits / participation | Inscrits / participation | 74 495       | 62,36        | 74 512      | 62,34       |